# 西山湾子遗址
西山湾子遗址，位于中国吉林省双辽市柳条乡农阁村，为一个省级文物保护单位，类型为古遗址，公布时间为2007年5月31日。该文物保护单位由双辽市文管所管理。
西山湾子遗址的历史年代为新石器、青铜。